# Édouard Rencker (journaliste)
 (juillet 2025).
Motif : l'utilisateur qui a apposé ce bandeau n'a pas précisé le motif de la pose.
- Archive Wikiwix
- Bing
- Cairn
- DuckDuckGo
- E. Universalis
- Gallica
- Google
- G. Books
- G. News
- G. Scholar
- Persée
- Qwant
- (zh) Baidu
- (ru) Yandex

| 1. | Préciser le motif de la pose du bandeau. | Précisez le motif de la pose du bandeau en utilisant la syntaxe suivante : {{admissibilité à vérifier\|date=août 2025\|motif=remplacez ce texte par le motif}}                                     |
| 2. | Informer les utilisateurs concernés.     | Pensez à avertir le créateur de l'article, par exemple, en insérant le code ci-dessous sur sa page de discussion : {{subst:avertissement admissibilité à vérifier\|Édouard Rencker (journaliste)}} |

 (juillet 2025).
 (juillet 2025).
 (juillet 2025).
La mise en forme du texte ne suit pas les recommandations de Wikipédia : il faut le « wikifier ».
Les points d'amélioration suivants sont les cas les plus fréquents. Le détail des points à revoir est peut-être précisé sur la page de discussion.
- Les titres sont pré-formatés par le logiciel. Ils ne sont ni en capitales, ni en gras.
- Le texte ne doit pas être écrit en capitales (les noms de famille non plus), ni en gras, ni en italique, ni en « petit »…
- Le gras n'est utilisé que pour surligner le titre de l'article dans l'introduction, une seule fois.
- L'italique est rarement utilisé : mots en langue étrangère, titres d'œuvres, noms de bateaux, etc.
- Les citations ne sont pas en italique mais en corps de texte normal. Elles sont entourées par des guillemets français : « et ».
- Les listes à puces sont à éviter, des paragraphes rédigés étant largement préférés. Les tableaux sont à réserver à la présentation de données structurées (résultats, etc.).
- Les appels de note de bas de page (petits chiffres en exposant, introduits par l'outil «  Source ») sont à placer entre la fin de phrase et le point final[comme ça].
- Les liens internes (vers d'autres articles de Wikipédia) sont à choisir avec parcimonie. Créez des liens vers des articles approfondissant le sujet. Les termes génériques sans rapport avec le sujet sont à éviter, ainsi que les répétitions de liens vers un même terme.
- Les liens externes sont à placer uniquement dans une section « Liens externes », à la fin de l'article. Ces liens sont à choisir avec parcimonie suivant les règles définies. Si un lien sert de source à l'article, son insertion dans le texte est à faire par les notes de bas de page.
- La présentation des références doit suivre les conventions bibliographiques. Il est recommandé d'utiliser les modèles {{Ouvrage}}, {{Chapitre}}, {{Article}}, {{Lien web}} et/ou {{Bibliographie}}. Le mode d'édition visuel peut mettre en forme automatiquement les références.
- Insérer une infobox (cadre d'informations à droite) n'est pas obligatoire pour parachever la mise en page.

Pour une aide détaillée, merci de consulter Aide:Wikification.
Si vous pensez que ces points ont été résolus, vous pouvez retirer ce bandeau et améliorer la mise en forme d'un autre article.
Pour les articles homonymes, voir Édouard Rencker et Rencker.
Édouard Rencker, né le 6 janvier 1959 à Paris, est un journaliste, entrepreneur français. Il est l'arrière-petit-fils d'Édouard Rencker, homme politique français du XIXe siècle.

## Études et diplômes
Il a étudié aux Lycées Rabelais à Meudon et Bergson à Paris ainsi qu'à l'Institut d'études politique (IEP) de Paris et est diplômé de Sciences Po.

## Carrière
De 1981 à 1984 Édouard Rencker est journaliste économique et conseiller technique à la CEP puis grand reporter pour l'ensemble des titres de la presse française depuis 1984.
Il fonde en 1985 l’agence Sequoia, tout d’abord agence de presse dédiée au reportage, puis agence de communication d’entreprise. Sequoia travaille avec une grande partie de la presse française, des titres nationaux comme le Figaro Magazine, Les Echos, Les Nouvelles Littéraires ou encore de la Presse Quotidienne Régionale comme Le Télégramme ou La Nouvelle République du Centre.
En 1996, Sequoia se rapproche de l’agence Image Force dirigée par Jean-François Variot spécialiste des marques et de la publicité, auteur notamment des campagnes « Un coup de barre, Mars, et ça repart », ou encore « Bougez avec La Poste ».
Entre 2009 et 2022, il préside le groupe de communication indépendant et spécialiste du digital service Makheia Group, côté en bourse sur Alternext.
En 2014 il reprend le mensuel Jazz Magazine,, fondé en 1954 par Eddie Barclay, leader de la presse jazz en Europe. En 2015 il relance la revue avec une nouvelle formule et à l'occasion des 70 ans du magazine il organise le concert Women in Jazz au Théâtre du Chatelet.

## Engagement
Édouard Rencker est président du CEPM, le Collectif des Editeurs de Presse Musicale, regroupant près d’une trentaine de revues consacrés à la musique dont Rolling Stones, My Rock, Tsugi, Batteur Mag...
Le CEPM défend la presse musicale et travaille notamment à la création d’un label dit « d’Intérêt Culturel ».
Il intervient régulièrement dans plusieurs cursus universitaires et organismes de formation en communication. Il occupe également des fonctions associatives : il est vice‑président de l’Union des journalistes et journaux d'entreprises de France (UJJEF) - Communication & Entreprises, association interprofessionnelle centrée sur la communication corporate en France.

## Publications
Édouard Rencker est l'auteur et co-auteur de plusieurs ouvrages dont :
- Yves Agnès, Michel Durier, Christine Piédalu et Edouard Rencker, L'Entreprise sous presse, France, Dunod, 1993 (ISBN 210-0-011-510) ;
- Edouard Rencker, Le nouveau visage de la com'interne, France, Éditions d'organisation, 2007 (ISBN 978-2-212-53986-8) ;
- Edouard Rencker, La Pub est morte, France, L'archipel, 2014 (ISBN 978-2-8098-1389-0) ;
- Denis Marquet et Edouard Rencker, Entreprise : muter ou périr, France, L'archipel, 2016 (ISBN 978-2-8098-1793-5) ;